# Bertia (slak)
Bertia is een geslacht van slakken uit de familie Dyakiidae.

## Soorten
- Bertia brookei (Adams & Reeve, 1848)
- Bertia cambojiensis (Reeve, 1860)
- Bertia pergrandis (E.A. Smith, 1893)
- Bertia setzeri Thach, 2015